# Гретар Стейнсон
Гретар Стейнсон (ісл. Grétar Steinsson, нар. 9 січня 1982, Сіглуфьордур) — колишній ісландський футболіст, що грав на позиції захисника. Відомий виступами за клуби АЗ і  «Болтон Вондерерз», а також національну збірну Ісландії.

## Клубна кар'єра
Вихованець футбольної школи клубу «КС Сіглуфьордур».
У дорослому футболі дебютував 1999 року виступами за команду клубу «Акранес», в якій провів п'ять сезонів, взявши участь у 76 матчах чемпіонату.
Своєю грою за цю команду привернув увагу представників тренерського штабу швейцарського клубу «Янг Бойз», до складу якого приєднався 2004 року. Відіграв за бернську команду наступні два сезони своєї ігрової кар'єри.
2006 року уклав контракт з нідерландським «АЗ Алкмар», у складі якого провів наступні два роки своєї кар'єри гравця. Більшість часу, проведеного у складі «АЗ», був основним гравцем захисту команди.
До складу англійського «Болтон Вондерерз» приєднався 2008 року. Протяго чотирьох сезонів відіграв за команду з Болтона 126 матчів в національному чемпіонаті. Завершив футбольну кар'єру в турецькому «Кайсеріспорі», за який грав протягом сезону 2012/13.

## Виступи за збірну
2002 року дебютував в офіційних матчах у складі національної збірної Ісландії. Протягом десятирічної кар'єри у збірній провів у її формі 46 матчів, забивши 4 голи.

## Статистика виступів

### Статистика клубних виступів
| Сезон   | Команда    | Країна     | Ігор | Голів |
| ------- | ---------- | ---------- | ---- | ----- |
| 2000    | «Акранес»  | Ісландія   | 13   | 0     |
| 2001    | «Акранес»  | Ісландія   | 18   | 6     |
| 2002    | «Акранес»  | Ісландія   | 17   | 2     |
| 2003    | «Акранес»  | Ісландія   | 11   | 2     |
| 2004    | «Акранес»  | Ісландія   | 17   | 2     |
| 2004-05 | «Янг Бойз» | Швейцарія  | 12   | 3     |
| 2005-06 | «Янг Бойз» | Швейцарія  | 7    | 0     |
| 2005-06 | АЗ         | Нідерланди | 20   | 4     |
| 2006-07 | АЗ         | Нідерланди | 25   | 1     |
| 2007-08 | АЗ         | Нідерланди | 10   | 1     |

## Титули і досягнення
- Чемпіон Ісландії (1):

Акранес: 2001
- Володар Кубка Ісландії (2):

Акранес: 2000, 2003
- Володар Кубка ісландської ліги (1):

Акранес: 2003
- Володар Суперкубка Ісландії (1):

Акранес: 2004